# Coelorhachis decorosa
Coelorhachis decorosa är en stekelart som först beskrevs av Cresson 1868.  Coelorhachis decorosa ingår i släktet Coelorhachis och familjen brokparasitsteklar. Inga underarter finns listade i Catalogue of Life.